# Manuel Chueca Pazos
Manuel Chueca Pazos (Arenas de San Pedro, 25 d'abril de 1935) és un enginyer cartogràfic de València que fundà l'Institut Cartogràfic Valencià (ICV) i l'Escola d'Enginyers Tècnics Topògrafs de la Universitat Politècnica de València (UPV) i impulsà la titulació d'enginyer superior en geodèsia i cartografia. El 2006 ingressà a la Real Acadèmia de Cultura Valenciana.